# Церовец Станка Враза
Церовец Станка Враза (на словенски: Cerovec Stanka Vraza) е село в Словения, Подравски регион, община Ормож. Според Националната статистическа служба на Република Словения през 2015 г. селото има 127 жители. В селото е роден словенско-хърватски писател – Станко Враз.